# Yitzchak Ginsburgh
Yitzjak Ginsburgh (nacido el 14 de noviembre de 1944) es un rabino israelí de origen estadounidense que forma parte del movimiento jasídico Jabad-Lubavitch.

## Introducción
Ginsburgh es el líder del movimiento Derech Chaim y el fundador del Instituto Gal Einai, que publica sus obras escritas. Entre sus estudiantes se encuentran judíos ultraortodoxos, sionistas religiosos, Jasidim de Jabad, y judíos que han hecho teshuvá. Actualmente es el presidente de una serie de instituciones educativas, entre ellas se encuentra la yeshivá Od Yosef Chai, ubicada en el asentamiento israelí de Yitzhar, situado en el Área de Judea y Samaria. Ginsburg ha publicado más de 100 libros en hebreo y en inglés, la mayor parte de ellos han sido editados por sus alumnos.

## Infancia y juventud
Ginsburgh nació en San Luis, Misuri, en 1944, fue el único hijo de Shimshon Ya'akov y Bryna Malka Dunie Ginsburgh. Sus dos abuelos pertenecían a la dinastía jasídica de Jabad-Lubavitch. Sus padres tenían una gran afinidad con las raíces judías y un gran amor por la Tierra de Israel. Cuando era joven su padre inmigró a Israel donde fue uno de los fundadores de la ciudad de Ra'anana, pero regresó a los Estados Unidos para completar su educación superior. Su regreso a Israel se retrasó al estallar la Segunda Guerra Mundial y se quedó en los Estados Unidos, donde contrajo matrimonio con la madre de Ginsburgh. Su padre realizó un doctorado en educación y fue director de varias escuelas judías. Más tarde, la familia se mudó a Cleveland, Ohio, donde Ginsburgh creció hasta los 14 años. Luego sus padres fueron a Israel durante un año, mientras su padre escribía su tesis de doctorado sobre la enseñanza de la lengua hebrea.
Ginsburgh es un músico y compositor prolífico. Parte de su música ha sido interpretada por notables músicos israelíes. Entre sus estudiantes hay especialistas de la Torá, académicos y músicos.
Durante su año en Eretz Israel, el joven Ginsburgh estudió en el Gimnasio Hebreo en Rechavia, donde aprendió el idioma hebreo y dirigió su camino hacia el estudio de la Torá, tras leer el tratado Pirkei Avot del Talmud babilónico, un texto religioso que causó en él una gran impresión. Al regresar a Filadelfia conoció al Rebe de la dinastía jasídica de Nadvorna, el Rabino Meir Isaacson, autor de la responsa rabínica Mevasser Tov. A los 15 años se convirtió en un Baal Teshuvá. Ginsburg asistió a la Universidad de Chicago y se especializó en matemáticas y filosofía. Luego completó una maestría en matemáticas en la Belfer Graduate School of Science de la Universidad Yeshiva. A los 20 años, abandonó sus estudios de doctorado para dedicarse por completo al estudio de la santa Torá.

## Trayectoria

### Estancia en los Estados Unidos
Cuando era joven, su padre inmigró a Israel, donde fue uno de los fundadores de la ciudad de Ra'anana, pero regresó a los Estados Unidos. Regresó a Eretz Israel cuando comenzó la Segunda Guerra Mundial y se quedó a vivir en los Estados Unidos, donde contrajo matrimonio con su esposa. El padre del Rabino Ginsburgh realizó un doctorado en educación y fue director de varias escuelas judías.
Más tarde, la familia se mudó a Cleveland, Ohio, donde Ginsburgh residió hasta los 14 años. Luego sus padres fueron a vivir a Israel durante un año, mientras su padre escribía su tesis doctoral sobre la enseñanza de la lengua hebrea. Durante su año en Israel, el joven Ginsburgh estudió en el Gimnasio Hebreo de Rechavia, donde aprendió hebreo y comenzó su camino al estudio de la Torá al leer el tratado talmúdico Pirkei Avot (la ética de los padres), una obra que lo impresionó.
Al regresar a Filadelfia, conoció al Rebe de la dinastía jasídica Nadvorna, el Rabino Meir Isaacson, el autor de la responsa rabínica Mevaser Tov. El Rabino Isaacson, cuando tenía 15 años, hizo Teshuvá y regresó a Dios. Asistió a la Universidad de Chicago y se especializó en matemáticas y filosofía. Luego completó sus estudios de posgrado en matemáticas en la Belfer Graduate School of Science de la Universidad Yeshiva. A los 20 años, abandonó sus estudios de doctorado para dedicarse por completo al estudio de la santa Torá.

### Estancia en Israel
En 1965 regresó a Israel y estudió en la Yeshivá Kamenitz en Jerusalén. Entre 1966 y 1967, el rabino estuvo en la Yeshivá de Slonim en Tiberíades. Después de la Guerra de los Seis Días, Ginsburgh viajó a Jerusalén y fue uno de los primeros en mudarse al Barrio judío de la ciudad vieja de Jerusalén. Allí, junto a su futuro suegro, el Rabino Moshé Zvi Segal, comenzó a renovar el lugar, y por la noche dormía en la sinagoga Tzemach Tzedek. Durante su año de estancia en Israel, el joven Ginsburgh estudió en el gimnasio hebreo de Rechavia, en ese lugar fue donde aprendió el idioma hebreo. Ginsburg se inició en el estudio de la santa Torá, tras leer el tratado talmúdico Pirkei Avot (la ética de los padres), un texto que causó en él una gran impresión. Al regresar a Filadelfia conoció al Rebe de la dinastía jasídica Nadvorna, el Rabino Meir Isaacson, el autor de la responsa rabínica Mevaser Tov. Ginsburg hizo Teshuvá y regresó a Dios, cuando tenía 15 años de edad. Asistió a la Universidad de Chicago, y se especializó en matemáticas y filosofía. Luego completó sus estudios de grado en matemáticas en la Belfer Graduate School of Science de la Universidad Yeshiva.
En el verano de 1967, estudió en la Yeshivá Torat Emet de Jerusalén, En la Yeshivá Ginsburg estudió en profundidad el judaísmo jasídico de la dinastía Jabad-Lubavitch. Durante ese mismo año, visitó el Rebe de Lubavitch, el Rabino Menachem Mendel Schneerson, y permaneció en Crown Heights, Brooklyn, durante varios meses. Allí tuvo una audiencia privada con el Rebe de Jabad, quien se convirtió en su principal influencia.
Cuando Ginsburg regresó a la Tierra de Israel, se casó con la hija del Rabino Segal, Romemia. Ambos esposos vivieron en Jerusalén, donde estudió junto con Ginsburgh el Rabino Asher Freund, y colaboró con él para establecer la organización benéfica Yad Ezrah. También participó en la fundación de la Yeshivá Ohr Yerushalayim, ubicada en Jerusalén, donde enseñaba sobre: el Talmud, el Shulján Aruj, y el jasidismo. Durante este período, se formó un grupo de estudiantes a su alrededor.
En 1971, por orden del Rebe de Lubavitch, Ginsburg se trasladó con su esposa y su familia a Kfar Chabad. En 1973, al comienzo de la guerra de Yom Kipur, Ginsburgh visitó el frente de batalla, para bendecir al oficial Ariel Sharón, quien más tarde se convirtió en el Primer ministro de Israel. A la mañana siguiente, después de la victoria de las FDI en la batalla, Ginsburgh se presentó ante Sharón con el Lulav y el Etrog.
Ginsburgh fundó una Casa de Jabad, en el asentamiento israelí de Yamit, en la Península del Sinaí, donde vivió durante dos semanas. El asentamiento fue destruido por orden del gobierno israelí en 1982.
En 1982, Ginsburg regresó a Kfar Chabad, y el filántropo y Rabino Yosef Eliyahu Deutch de Jerusalén, le pidió liderar la Yeshivá Shuva Yisrael, ubicada en la calle Yoel. El Rabino Ginsburgh daba clases de manera frecuente sobre una amplia variedad de temas, incluso sobre las partes más esotéricas de la Torá. Muchas lecciones fueron filmadas, y forman parte de los 15.000 archivos que existen sobre sus clases. Ginsburgh fue el director de la Yeshivá Od Yosef Chai (anteriormente situada cerca de la tumba de José) desde 1987 hasta la retirada de las FDI estacionadas en Nablus, durante la Segunda Intifada, en el año 2001. También sirvió como jefe del Kolel Rachel Menuchah, un centro ubicado en la sinagoga de Hebrón, y fue el director de un Kolel situado en la antigua sinagoga Shalom Al Israel, ubicada en la ciudad palestina de Jericó. Actualmente, Ginsburg es el presidente de una serie de instituciones educativas que están siendo dirigidas por algunos de sus antiguos estudiantes: la escuela primaria para niños Torat Chaim (en Jerusalén), Ya'alat Chen, una escuela primaria para niñas, ubicada en Jerusalén, la escuela secundaria para niñas Maale Levona, y la Yeshivá Tom Vada'at, ubicada en Jerusalén. Ginsburg es también el presidente de la Yeshivá Od Yosef Chai, desde su traslado al asentamiento de Yitzhar, ubicado en Judea y Samaria. Además, Ginsburg es el decano de la escuela de psicología y jasidismo Torat Ha-Nefesh, fundada y dirigida por algunos de sus antiguos estudiantes.

### Enseñanzas
Ginsburgh sigue la tradición religiosa del judaísmo jasídico en su estilo de enseñanza, y es muy competente en muchos otros aspectos de la literatura jasídica. Ginsburg da clases en la Tierra de Israel, y ha impartido conferencias en los Estados Unidos y en otros países, entre ellos Francia, Canadá y Reino Unido. Ginsburgh publica obras originales sobre la Cábala y el judaísmo jasídico que tratan sobre una amplia variedad de temas, también ha escrito comentarios sobre el Jumash, y la relación existente entre la Torá y la Ciencia. Ginsburg ha escrito varios libros sobre la Ley judía, la Torá y la ciencia, la Cábala, la psicología, el amor, el matrimonio y la educación. Ginsburg ha publicado también un libro dirigido a los niños. Sus libros son publicados por el instituto Gal Einai, una organización sin ánimo de lucro, fundada por Ginsburgh en 1991. El nombre hebreo Gal Einai procede del Libro de los Salmos concretamente del versículo 119:18, el significado de las palabras Gal Einai en idioma español es: "Abre mis ojos".
Ginsburgh ha publicado la mayoría de sus obras en hebreo y en inglés. Algunos de sus libros han sido traducidos al francés, al ruso, al español y al portugués. Desde diciembre de 2012, Ginsburgh ha sido el ponente principal, en una gala anual que conmemora la celebración jasídica del día 19 de Kislev. El evento incluye la representación de muchas de sus composiciones musicales. En 2015, el evento se celebró en el Palacio de la Cultura de Tel Aviv, y el acto contó con la asistencia de aproximadamente 3.000 personas.

### Psicología y meditación
Los escritos de Ginsburgh sobre psicología desarrollan el pensamiento jasídico estructurado en tres etapas: sumisión, separación, y dulcificación. Ginsburgh define dos tipos de meditación: la meditación general (en hebreo: הִתְבּוֹנְנוּת כְּלָלִית) y la meditación detallada (en hebreo: הִתְבּוֹנְנוּת פְּרָטִית) El propósito de la meditación general, según Ginsburgh, es despertar nuestro amor y temor hacia Dios. Para despertar el amor, Ginsburgh recomienda meditar sobre cómo Dios da vida al individuo y al Mundo entero en cada instante del tiempo. Del mismo modo, el rabino recomienda meditar sobre la omnisciencia de Dios, para despertar el temor de Dios en el corazón.

### Música y arte
Ginsburgh ha compuesto cientos de canciones y melodías tradicionales jasídicas. Ginsburg ha compuesto una serie de composiciones musicales. Su música ha sido publicada en docenas de discos, algunos de los cuales incluyen canciones y melodías jasídicas de épocas pasadas. El virtuoso y violinista ruso Sanya Kroytor, ha realizado interpretaciones de algunas de las composiciones del Rabino Ginsburgh, y ha acompañado con su violín al rabino, cantando la melodía jasídica Tzama Lecha Nafshi. Las composiciones de Ginsburgh son interpretadas por numerosos músicos y cantantes, entre ellos cabe destacar a: Shuli Rand, Erez Lev Ari, Yosef Karduner, Yishai Ribo, Aharon Razel, Shlomo Katz, Mendi Sherufi, y Daniel Zamir. El músico israelí Ariel Zilber interpretó algunas de las obras de Ginsburgh. El rabino también ha diseñado una serie de piezas de joyería, basadas en antiguas ideas cabalísticas, expresando el amor, la paz, y la gracia divina.

## Estudiantes
Con los años, Ginsburgh ha acumulado un gran número de estudiantes procedentes de todo el Mundo. En Israel hay comunidades de sus estudiantes en la ciudad santa de Jerusalén, en el asentamiento de Yitzhar, en Kfar Chabad, y en Rejovot. Entre sus estudiantes hay judíos jaredim, sionistas religiosos, jasidim de Jabad, y alumnos que han hecho Teshuvá. Entre ellos cabe señalar al Rabino Shalom Arush, el director de la Yeshivá y el instituto Chut Shel Chesed (hilo de bondad). David Raphael Ben Ami, cantante israelí. Shlomo Kalish, inversor en alta tecnología. Yonadav Kaplan, poeta israelí (y sobrino de Ginsburgh). Daniel Shalit, director, compositor y experto en musicología. Rabino Yehoshua Shapira, director de la Yeshivá de Ramat Gan. Shapira fue uno de los maestros de la Yeshivá Od Yosef Chai, cuando esta estaba ubicada cerca de la tumba del patriarca bíblico José. El Rabino Isaac Shapira del asentamiento israelí de Yitzhar. Rabino Samuel Yaniv, el rabino principal de Guivat Shmuel, y el autor de libros sobre un supuesto código oculto presente en la Santa Biblia. Eliezer Eduardo Zeiger, un profesor emérito de la Universidad de California en Los Ángeles, y el director ejecutivo de la Fundación Ciencia y Torá. Zeiger ha sido un estudiante del Rabino Ginsburgh desde 1992. Juntos, Ginsburgh y Zeiger han sido los coautores de textos integradores de la Torá y la biología, para las escuelas secundarias judías, sobre la nutrición y el sistema nervioso. Ariel Zilber, un músico y compositor israelí, Rabino Jaim Frim,  Bioquímico,UBA (Universidad De Buenos Aires) y Uno de los directores de habla hispana de Gal Einai.

## Obras

### En inglés
- The Hebrew Letters: Channels of Creative Consciousness (1995, tapa dura, 501 pág.)
- The Mystery of Marriage: How to Find Love and Hapáginess in Married Life (1999, tapa dura, 499 pág.)
- Awakening the Spark Within: Five Dynamics of Leadership That Can Change the World (2001, tapa dura, 200 pág.)
- Transforming Darkness Into Light: Kabbalah and Psychology (2002, tapa dura, 192 pág.)
- Rectifying the State of Israel: A Political Platform Based on Kabbalah (2002, tapa dura, 230 pág.)
- Living In Divine Space: Kabbalah and Meditation (2003, tapa dura, 288 pág.)
- Body, Mind, Soul: Kabbalah on Human Physiology, Disease and Healing (2004, tapa dura, 341 pág.)
- Consciousness & Choice: Finding Your Soulmate (2004, tapa dura, 283 pág.)
- The Art of Education: Integrating Ever-New Horizons (2005, tapa dura, 303 pág.)
- What You Need to Know About Kabbalah (2006, tapa dura, 190 pág.)
- Kabbalah and Meditation for the Nations (2007, tapa dura 200 pág.)
- Anatomy of the Soul (2008, hardcover 144 pág.)
- A Sense of the Supernatural: Interpretation of Dreams and Paranormal Experiences (2008, tapa dura 207 pág.)
- Lectures on Torah and Modern Physics (2013, tapa dura 180 pág.)
- The Wondering Jew: Mystical Musings & Inspirational Insights (2014, tapa blanda 275 pág.)
- 913: The Secret Wisdom of Genesis (2015, tapa dura 157 pág.)
- Frames of Mind: Motivation According to Kabbalah (2015, tapa blanda 255 pág.)

### En hebreo
- Adamah Shamaim Tehom, 5759 (1999, tapa dura, 374 pág.)
- Ahavá, 5771 (2010, tapa dura, 264 pág.)
- Al Ysrael Gaavató, 5759 (1999, tapa dura, pág. 392)
- Ani LeDodi, 5758 (1998, tapa dura, 188 pág.)
- Anoji VeHaYeladim, 5759 (1999, tapa dura, 126 pág.)
- BeItá Ajisheina, 5763 (2003, tapa dura, 372 pág.)
- Brit Hanisuin, 5757 (1997, tapa dura, 142 páginas)
- Jasdei David HaNeemanim, 5764 (2004, tapa dura, 500-600 pág. Cada 11 volúmenes).
- Jatan Im HaCalá, 5765 (2005, tapa dura, 354 pág.)
- Einaij Breijot BeJeshbon, 5771 (2010, tapa dura, 288pág.)
- Eisa Einai, 5758 (1998, tapa dura, 412 pág.)
- El Olam Hakabala, 5768 (2008, tapa dura, 280 pág.)
- Emunah v'Muda'ut, 5759 (1999, tapa dura, 324 pág.)
- Guf Nefesh V'Neshama, 5767 (2007, tapa dura, 306 pág.)
- HaNefesh, 5767 (2007, tapa dura, 424 pág.)
- HaTeva HaYehudi, 5765 (2005, tapa dura, 250 pág.)
- Hameimad Hapenimi, 5774 (2014, tapa blanda, 312 pág.)
- Hazman Hapenimi, 5775 (2015, tapa blanda, 375 pág.)
- Herkavta Enosh LeRosheinu, 5744 (1984, tapa dura, 78 pág.)
- KeMatmonim Tejapsena, 5768 (2008, tapa dura, 220 pág., 2 volúmenes).
- Klal Gadol BaTorá, 5759 (1999, tapa dura, 202 pág.)
- Kumi Ori, 5766 (2006, tapa dura, 274 pág.)
- Lahafoj Et Hajoshej Leor, 5764 (2004, tapa dura, 204 pág.)
- Lijiot BeMerjav HaEloki, 5767 (2007, tapa dura, 210 p.)
- Lijiot Im HaZman - Breishit, Shemot, 5770 (2010, tapa dura, ~ 300 pág y 2 vols.)
- Lev Ladaat, 5750 (1990, tapa dura, 230 pág.)
- Maamarei HaRebe MiLubavitch, 5769 (2009, tapa dura, 174 pág.)
- Maayan Ganim - Parshat HaShavua, 5762 (2002, tapa dura, ~ 220 pág., 4 vol.)
- Majol HaKramim, 5767 (2007, tapa dura, 166 pág.)
- Maljut Ysrael, 5756 (2006, tapa dura, 1244 pág. 3 vols.)
- Melej BeYofió, 5766 (2006, tapa dura, 248 pág.)
- Mevo LeKabalat HaArizal, 5766 (2006, tapa dura, 330 pág.)
- Mivjar Shiurei Hitbonenut, 5768 (2008, tapa dura, ~ 250 pág., 21 vol.)
- Mudaut Tivit, 5759 (1999, tapa dura, 192 pág.)
- Nefesh Briah, 5764 (2004, tapa blanda, 140 páginas)
- Or Ysrael, 5766 (2006, tapa dura, 768 pág.)
- Otiot Lashon HaKodesh, 5769 (2009, tapa dura, 480 p.)
- Otzar HaNefesh, 5770 (2010, tapa blanda, 254 pág. Cada 3 vols.)
- Panim El Panim, 5760 (2000, tapa dura, 312 pág.)
- Rujó Shel Mashiaj, 5764 (2004, tapa dura, 440 pág.)
- Shaarei Ahava VeRatzon, 5756 (1996, tapa dura, 278 pág.)
- Shejiná Beinehem, 5752 (1992, tapa dura, 208 pág.)
- Shiurim BeSefer Sod Hashem Lireiav, 5771 (2010, tapa dura, 420 pág.)
- Shloshá Ketarim, 5770 (2010, tapa dura, 440 pág.)
- Sod Hashem Lireiav, 5745 (1985, tapa dura, 572 pág.)
- Teshuvat HaShaná, 5757
- Tikun HaMediná, 5765 (2005, tapa dura, 196 pág.)
- Tom VaDaat, 5764 (2004, tapa dura, 418 pág.)
- Tzav HaShaá - Tipul Shoresh, 5761 (2001, tapa blanda, 162 pág.)
- UMimena Yvashea, 5766 (2006, tapa dura, 146 pág.)
- Yain HaMesameaj, 5764 (2004, tapa dura, 160 pág y 5 volúmenes).
- Yain Ytzjak, 5770 (2010, tapa dura, 476 pág.)